# Енстатит
Енстати́т (рос. энстатит; англ. enstatite; нім. Enstatit m) — породотвірний мінерал сімейства піроксенів. Силікат ланцюжкової будови.

## Етимологія та історія
Назва походить від грецького enstates — противник, супротивник, що пов'язано з його тугоплавкістю.
Вперше мінерал був описаний і названий у 1855 році Густавом Адольфом Кенготтом (Gustav Adolf Kenngott, 1818—1897). Типовою місцевістю вважається гора Ждяр біля Руди-над-Моравою (нім. Eisenberg an der March) у Чехії, оскільки звідти походить матеріал для хімічного аналізу.

## Загальний опис
Хімічна формула: Mg2[Si2O6]. Склад у %: MgO — 39,97; SiO2 — 60,03.
Е. часто містить домішки Fe2O3 (до 1,5 %), Cr2О3 (до 0,5 %), TiO2 (до 0,2 %), MnO (до 0,4 %), CaO (до 2 %), іноді NiO (до 0,07 %), Al2O3 (0,7-2,7 %).
Сингонія ромбічна.
Форми виділення — масивні зернисті або пластинчаті агрегати; кристали рідкісні.
Колір білий, сірий, жовтуватий, коричнюватий, зеленуватий. Непрозорий. Блиск скляний.
Спайність хороша по призмі під кутом бл. 88°.
Твердість 5,5. Густина 3,2—3,5. Крихкий.
Поліморфізм і серія: диморфний з кліноенстатитом; утворює ряд з феросилітом.
Походження енстатиту магматичне, рідше метаморфічне.
Типовий мінерал багатих на магній основних магматичних порід. Зустрічається також у кристалічних сланцях і деяких хондритових, ахондритових і кам’янисто-залізних метеоритах. Присутній у піроксенітах, перидотитах і дунітах; як включення в лужному олівіні, базальті і кімберліті; у вулканітах.
Асоціація: олівін, флогопіт, клінопіроксен, діопсид, шпінель, піроп.
Розповсюдження: гора Ждяр біля Руди-над-Моравою, Чехія; район Телемарк, Норвегія; графство Корнуолл, Англія; провінція Коннахт, Ірландія; Купферберга, Баварія та вулкан Беллерберг, два км на північ від Маєна, район Айфель, Німеччина; Краубаті, Штирія, Австрія; регіон Мбея, Танзанія; Лягобонг, Лесото; у США в штатах Північна Кароліна, Техас, Пенсільванія; район Ембіліпітуя, Шрі-Ланка.
В Україні знахідки ентатиту є в Чернігівській, Донецькій, Миколаївській, Тернопільській, Закарпатській областях
Беззалізистий енстатит знайшов практичне застосування як багатофункціональний діелектрик.

## Різновиди
Розрізняють:
- енстатит-авгіт (моноклінний піроксен, проміжний за складом між авгітом і енстатитом);
- енстатит-гіперстен (мінеральний вид ромбічних піроксенів ланцюжкової будови — (Mg, Fe)2[Si2O6]; склад і властивості змінюються від магніїстого (енстатит) до залізистого (гіперстен) різновидів);
- енстатит-діопсид (діопсид магніїстий);
- енстатит залізний (гіперстен);
- енстатит-феросиліт (мінеральний вид змінного складу — (Mg, Fe2+)[Si2O6], склад і властивості якого змінюються від крайнього магніїстого члену естатиту — Mg2[Si2O6] до крайнього залізистого члену феросиліту — (Fe+2)2[Si2O6].